# Gráfico de funil (pesquisa)

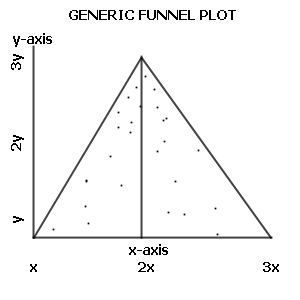
Exemplo de gráfico de funil demonstrando ausência de viés de publicação. Os pontos representam os estudos distribuídos simetricamente, com o eixo indicando os resultados obtidos e o eixo a precisão do estudo.

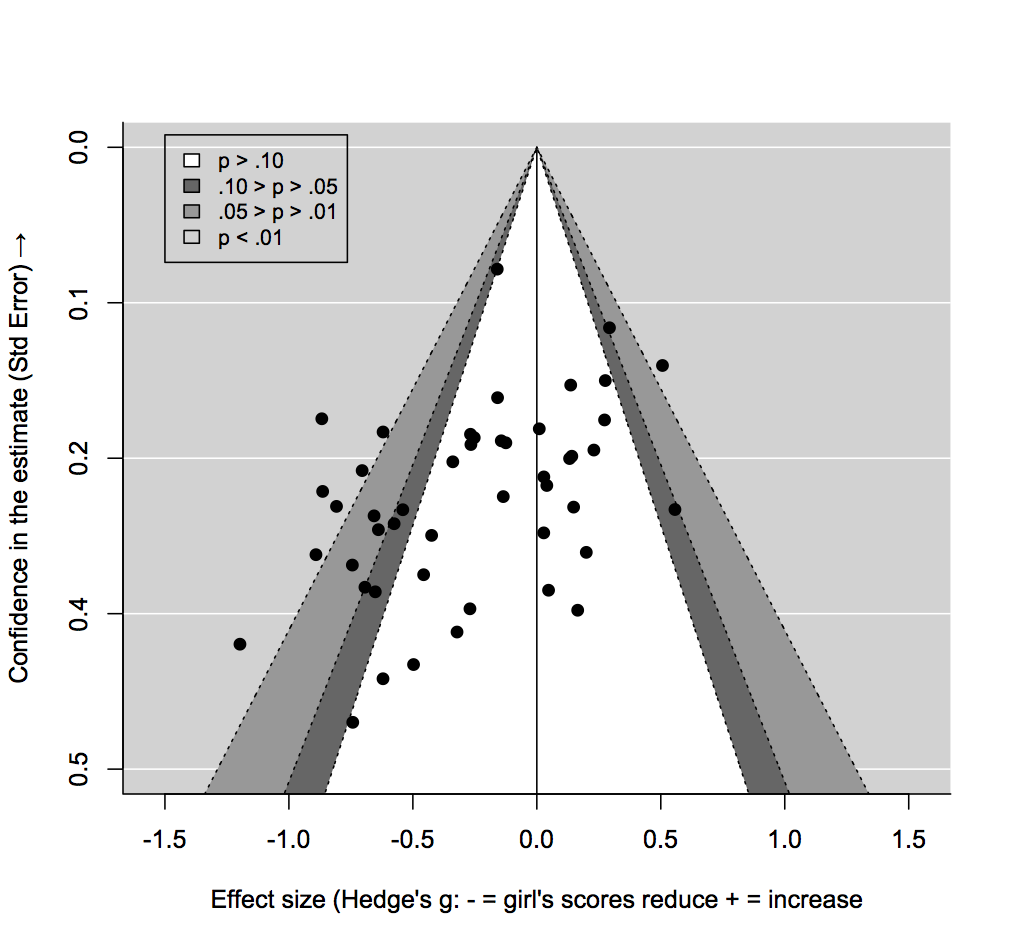
Meta-análise da ameaça de estereótipo nas pontuações de matemática das meninas mostrando assimetria típica do viés de publicação em um gráfico de funil. De Flore, PC, & Wicherts, JM (2015)

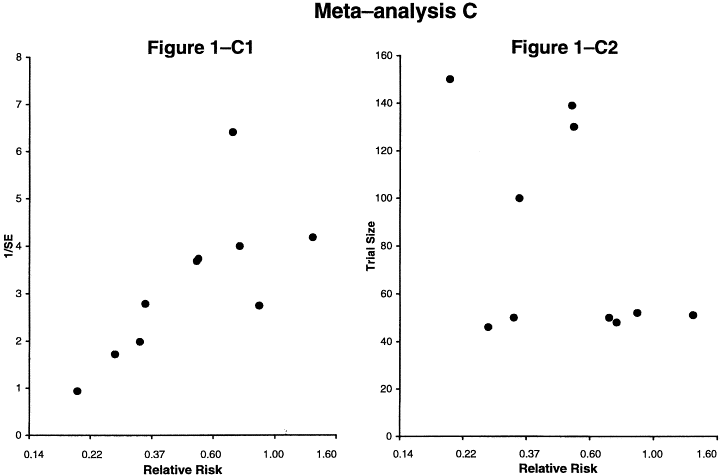
Gráfico de funil com risco relativo de três meta-análises com alteração na aparência da trama de acordo com a medida usada como definição de precisão. De Tang JL & Liu JL (2000).

Gráfico de funil é uma técnica gráfica utilizada para identificar a presença de viés de publicação em revisões sistemáticas de publicações científicas.

## Método
Os resultados dos estudos selecionados em uma revisão são plotados no gráfico em comparação a alguma medida de precisão, como o tamanho da amostra ou outra medida de variação. Os resultados são comumente registrados no eixo horizontal {\displaystyle x} e a precisão associada a cada estudo no eixo vertical {\displaystyle y}. Na ausência de viés de publicação o gráfico deve apresentar a forma de um funil, com os estudos menos precisos, em geral realizados com amostras de tamanho pequeno - que por influência do acaso podem encontrar resultados negativos ou positivos (estatisticamente significativos ou não) - distribuídos simetricamente na parte mais larga do funil. Enquanto os estudos com maior precisão, em geral em menor número e mais próximos do valor real estarão concentrados na parte mais estreita do funil. Se existir viés de publicação contra resultados negativos ou inconclusivos, um quadrante do funil estará totalmente ou parcialmente ausente, resultando numa assimetria na distribuição destes estudos no gráfico.

## Limitações
É necessário uma quantidade grande de estudos para distinguir padrões reais de imaginados. E não existe um consenso sobre a forma como os resultados devem ser codificados (binário versus contínuo) e a precisão dos estudos medida (variância inversa, erro padrão inverso, tamanho da amostra, etc.). Uma avaliações da viabilidade técnica do gráfico de funil apontou que estes fatores afetam a aparência da trama.
Mesmo que houvesse consenso sobre que métrica ou expressão de peso devem ser usados para representar os eixos {\displaystyle x} e {\displaystyle y}, isso não elimina a incerteza e subjetividade que permanece na interpretação visual dos gráficos. Um estudo concluiu que nos casos onde a simetria ou assimetria do funil não está bem pronunciada, a habilidade ou precisão dos pesquisadores em identificar a ocorrência de viés de publicação com base na análise de um gráfico de funil é comparável ao acaso.